# 小行星1330
小行星1330（1330 Spiridonia）是一颗围绕太阳公转的小行星。1925年2月17日，弗拉基米爾·阿爾比茨基在克里米亚发现了此天体。
該小行星以發現者的姻親斯皮里頓·薩斯拉夫斯基（Spiridon Zaslavsky）命名。
这颗小行星的绝对星等为6.72230等。